# Majantja Football Club
Maillots
Actualités
Le Majantja Football Club est un club lésothien de football basé à Quthing, dans l'ouest du pays.

## Historique
Fondé à Quthing en 1970, le club compte à son palmarès deux championnats. Il disparaît en 1998 avant de se reformer en 2006.
Au niveau international, les bons résultats en championnat ont permis au club de participer à la Coupe des clubs champions africains, avec à chaque fois des éliminations dès son entrée en lice (2-11 face aux Zambiens de Kabwe Warriors en 1972, 1-10 face au CS Saint-Denis de La Réunion en 1996).

## Palmarès
- Championnat du Lesotho (2) :
  - Vainqueur : 1971 et 1995